# Liste der Kulturgüter in Dornach
Die Liste der Kulturgüter in Dornach enthält alle Objekte in der Gemeinde Dornach im Kanton Solothurn, die gemäss der Haager Konvention zum Schutz von Kulturgut bei bewaffneten Konflikten, dem Bundesgesetz vom 20. Juni 2014 über den Schutz der Kulturgüter bei bewaffneten Konflikten sowie der Verordnung vom 29. Oktober 2014 über den Schutz der Kulturgüter bei bewaffneten Konflikten unter Schutz stehen.
Objekte der Kategorien A und B sind vollständig in der Liste enthalten, Objekte der Kategorie C fehlen zurzeit (Stand: 1. Januar 2023).

## Kulturgüter
| Foto | | Objekt | Kat. | Typ | Standort                                 | Beschreibung |
| ---- | --- | --- | ---- | --- | ---------------------------------------- | --- |
| ja   | Datei hochladen · Wikidata zu Ruine Dorneck (Q2175245)                                                                 | Ruine Dorneck KGS-Nr.: 04526 | A    | F/G | Schlossweg 614281 / 258820               | |
| ja   | Datei hochladen · Wikidata zu Goetheanum (Q659654)                                                                     | Goetheanum mit Umgebung und Felslianlage sowie Nebenbauten (Eurhytmeum, Glashaus, Heizhaus, Trafostation / Verlagshaus) KGS-Nr.: 04527 | A    | G   | Rüttiweg 45 / Hügelweg 613696 / 259492   | |
| ja   | Datei hochladen · Wikidata zu Haus de Jaager (Q29525149)                                                               | Haus de Jaager KGS-Nr.: 10167 | A    | G   | Rüttiweg 20 613682 / 259346              | |
| ja   | Datei hochladen · Wikidata zu Haus Duldeck (Q29525160)                                                                 | Haus Duldeck KGS-Nr.: 10168 | A    | G   | Rüttiweg 15 613573 / 259462              | |
| ja   | Datei hochladen · Wikidata zu Ruine Hilsenstein (Q1505312)                                                             | Hilzenstein, mittelalterliche Burgruine KGS-Nr.: 02308                                                                                 | B    | F   | Hilsenstein 614840 / 257552              | |
| ja   | Datei hochladen · Wikidata zu Alte katholische Kirche St. Mauritius (Q29880691)                                        | Alte katholische Kirche St. Mauritius KGS-Nr.: 04528                                                                                   | B    | G   | Hauptstrasse 24 613400 / 258670          | |
| ja   | Datei hochladen · Wikidata zu Birsbrücke (1823) und Brunnen (1840) (Q29880704)                                         | Nepomukbrücke, Birsbrücke KGS-Nr.: 04529                                                                                               | B    | G   | Amthausstrasse 612727 / 259746           | Die Brücke liegt hälftig auf dem Gemeindegebiet von Dornach und Reinach (KGS-Nr. 13950) im Kanton Basel-Landschaft. |
| ja   | Datei hochladen · Wikidata zu Kapuzinerkloster in Dornachbrugg (Q29880709)                                             | Kapuzinerkloster in Dornachbrugg KGS-Nr.: 04532                                                                                        | B    | G   | Amthausstrasse 7 612971 / 259731         | |
| BW   | Datei hochladen · Wikidata zu Goetheanum Archiv (Q27480027)                                                            | Dokumentation am Goetheanum, Bibliothek, Kunstsammlung, Robert-Steiner-Archiv KGS-Nr.: 08941                                           | B    | S   | Rüttiweg 45 613704 / 259490              | |
| ja   | Datei hochladen · Wikidata zu Landgasthof Engel (Q29880711)                                                            | Landgasthof Engel KGS-Nr.: 11138 | B    | G   | Hauptstrasse 22 613425 / 258692          | |
| BW   | Datei hochladen · Wikidata zu Bauernhaus (Q29880702)                                                                   | Bauernhaus KGS-Nr.: 11139 | B    | G   | Kohliberg 1 613458 / 258727              | |
| ja   | Datei hochladen · Wikidata zu Altes Amtshaus (Q29880694)                                                               | Altes Amtshaus KGS-Nr.: 13508 | B    | G   | Neue Arlesheimstrasse 15 612746 / 259846 | |
| ja   | Datei hochladen · Wikidata zu Altes Pfarrhaus (Q29880695)                                                              | Altes Pfarrhaus KGS-Nr.: 13509 | B    | G   | Hauptstrasse 25 613427 / 258732          | |
| BW   | Datei hochladen · Wikidata zu Wohnhaus (Q29880713)                                                                     | Wohnhaus KGS-Nr.: 13510 | B    | G   | Hauptstrasse 30–32 613423 / 258623       | |
| BW   | Datei hochladen · Wikidata zu Wohnhaus (18. Jahrhundert) (Q29880714)                                                   | Wohnhaus KGS-Nr.: 13511 | B    | G   | Amthausstrasse 32 612770 / 259771        | |
| ja   | Datei hochladen · Wikidata zu Heimatmuseum Schwarzbubenland in der alten katholischen Kirche St. Mauritius (Q29880708) | Heimatmuseum Schwarzbubenland in der alten katholischen Kirche St. Mauritius KGS-Nr.: 13951                                            | B    | S   | Hauptstrasse 24 613400 / 258670          | |
| BW   | Datei hochladen · Wikidata zu Katholische Pfarrkirche St. Mauritius (Q55412572)                                        | Katholische Pfarrkirche St. Mauritius KGS-Nr.: 16735                                                                                   | B    | G   | Bruggweg 106, 106.1 613280 / 258934      | |
| BW   | Datei hochladen · Wikidata zu Herrenbrunnen (Q114780250)                                                               | Herrenbrunnen KGS-Nr.: 17038 | B    | K   | Hauptstrasse / Brunnweg 613438 / 258723  | |